# フォルスマン抗原
フォルスマン抗原（フォルスマンこうげん、英: Forssman Antigen）は、糖脂質異好タンパク質であり、肺炎レンサ球菌といった腸内微生物を含むイヌやウマ、ネコ、カメ、ヒツジのような特定の動物において見られる異種抗原の一種である。ヒツジでは、赤血球において見られるが、組織および器官では見られない。フォルスマン抗原はポール・バンネル抗原（伝染性単核球症の特徴）とは異なる。どちらの抗原もウマおよびヒツジの赤血球上に存在するが、モルモットの腎細胞はフォルスマン抗原のみを有する。したがって伝染性単核球症陽性の血清は、モルモット腎臓を吸収した後、ウマまたはヒツジ赤血球を凝集させる。
名称は1930年にこの抗原について記述したスウェーデンの病理学者John Frederick Forssman (1868 – 1947) に因む。